# Rio Juruá-Mirim
O Rio Juruá-mirim é um rio brasileiro que banha o estado do Acre, afluente da margem esquerda do alto curso do Rio Juruá, e banha o município de Cruzeiro do Sul.
A população ribeirinha ao longo de suas margens somava, em 2006, um total de 1.670 habitantes, distribuídos por 12 povoados. 